# Orgullo LGBT en Ecuador

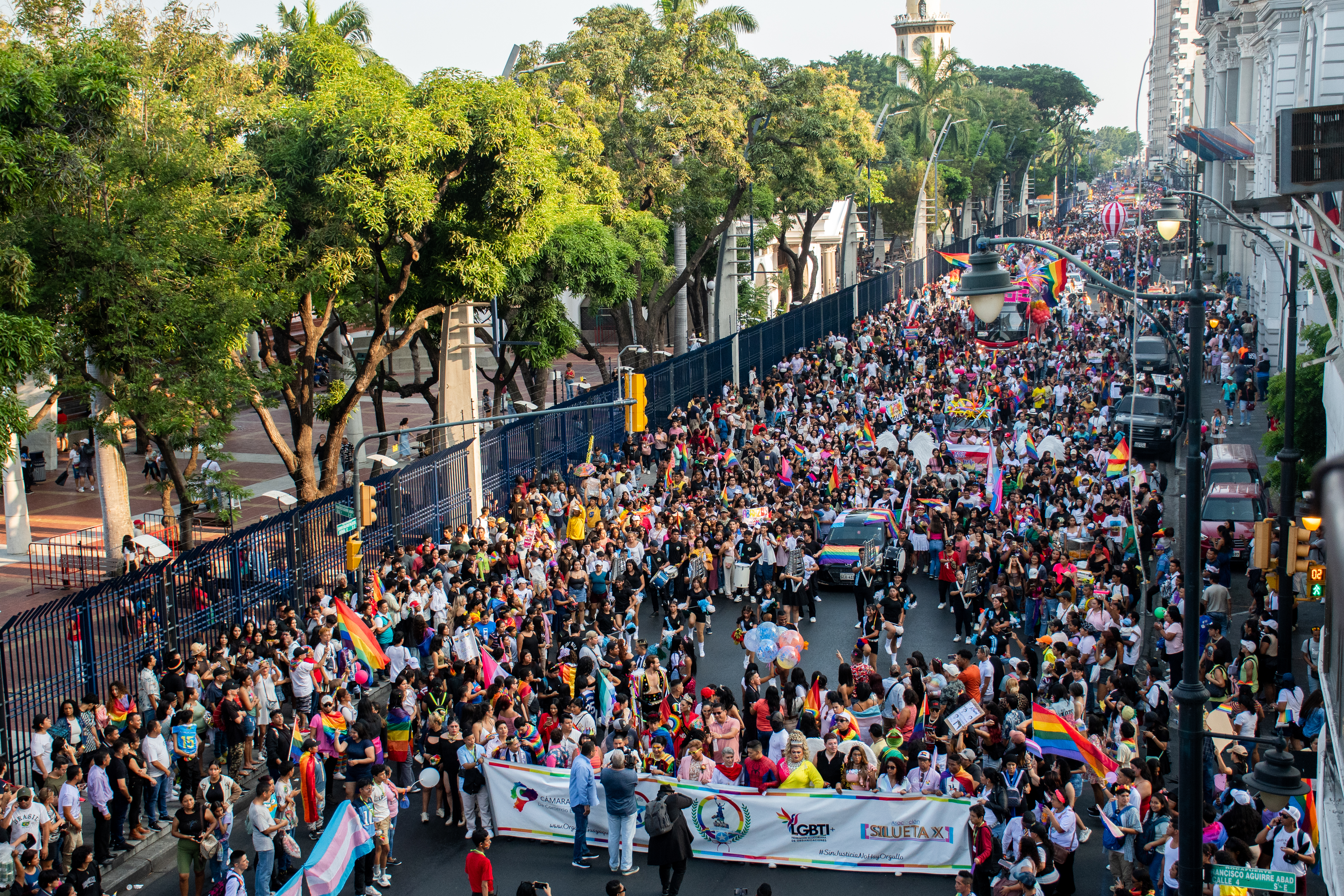
Asistentes de la Marcha del Orgullo LGBT de Guayaquil de 2024 durante su paso por la Avenida Malecón.

El Orgullo LGBT en Ecuador es una celebración anual en distintas ciudades del país con una serie de eventos, festivales y marchas que buscan reivindicar la diversidad sexual, los derechos de las personas LGBT y el respeto que merecen. Estas celebraciones, que en su mayoría tienen lugar durante el mes de junio, suelen desarrollarse en un ambiente festivo en el que sus participantes asisten llevando ropa colorida, máscaras y banderas arcoíris. Como parte de las marchas, es además común la presencia de carrozas alegóricas.
Los actos en honor al Orgullo LGBT tienen su origen en los disturbios de Stonewall, un enfrentamiento entre policías y activistas pertenecientes a la diversidad sexual que ocurrió el 28 de junio de 1969 en Nueva York (Estados Unidos) y que marcó un hito en la lucha por los derechos de las personas LGBT a nivel internacional. En Ecuador, la primera marcha del orgullo tuvo lugar el 28 de junio de 1998 en la ciudad de Quito y reunió a una veintena de personas que partieron del Parque el Arbolito y recorrieron varias calles y avenidas de la capital.
Durante los primeros años del siglo XXI, las celebraciones por el orgullo se extendieron a ciudades como Guayaquil, Manta y Loja. En las décadas siguientes, marchas del orgullo pasaron a realizarse cada año en más de una decena de ciudades ecuatorianas, entre las que se encuentran, además de las ya mencionadas, localidades como Ambato, Cuenca, Portoviejo, Santo Domingo, Durán y Babahoyo. Estas manifestaciones reúnen desde centenares de personas hasta decenas de miles de asistentes, como es el caso de las marchas en Quito y Guayaquil.

## Marchas del orgullo

Ciudades de Ecuador en las que se han realizado marchas del orgullo.

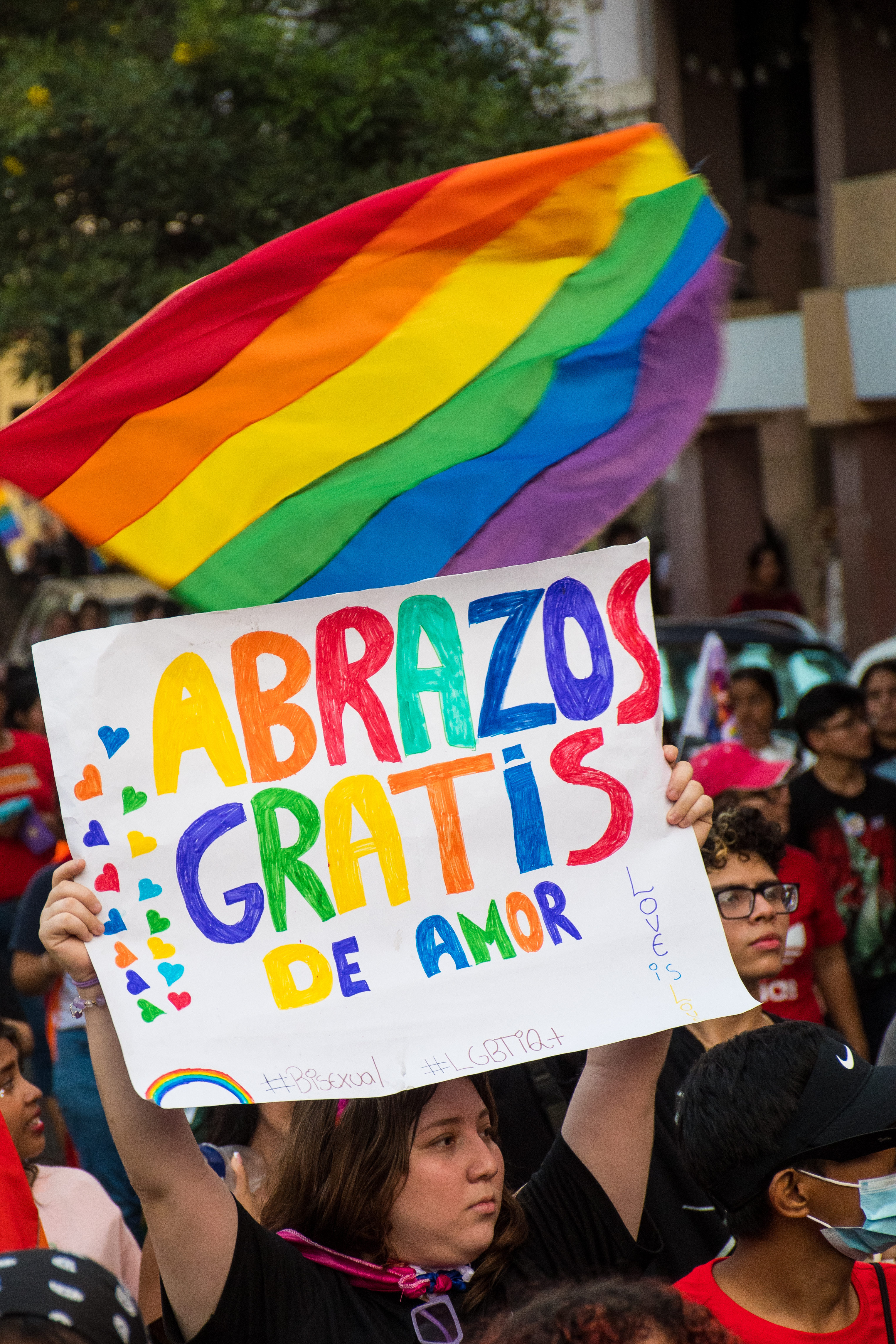
Activista durante un evento por el Orgullo LGBT en Guayaquil, 2024.

| Ciudad        | Primera edición | Concurrencia máxima |
| ------------- | --------------- | ------------------- |
| Quito         | 1998            | 25 000              |
| Guayaquil     | 2008            | 45 000              |
| Manta         | 2008            |                     |
| Machala       | c. 2008         |                     |
| Loja          | 2010            | 300                 |
| Santo Domingo | 2011            |                     |
| Portoviejo    | 2013            | 300                 |
| Cuenca        | 2014            | 5000                |
| Ambato        | c. 2015         |                     |
| Quevedo       | 2016            |                     |
| Durán         | 2018            |                     |
| Babahoyo      | 2018            | 400                 |
| Zamora        | 2018            |                     |
| Riobamba      | 2021            |                     |

### Quito
La primera Marcha del Orgullo LGBT de Quito tuvo lugar el 28 de junio de 1998 y fue, a la vez, la primera que se realizó en Ecuador. Tras esta primera edición, volvió a organizarse en 2001 y, desde entonces, se convirtió en un evento anual. Con el pasar de los años, el número de participantes aumentó progresivamente hasta alcanzar cerca de 25 000, como sucedió en 2022. La marcha ha contado con el apoyo y la asistencia de diversas autoridades locales, entre ellas el alcalde de la ciudad y la prefecta provincial.

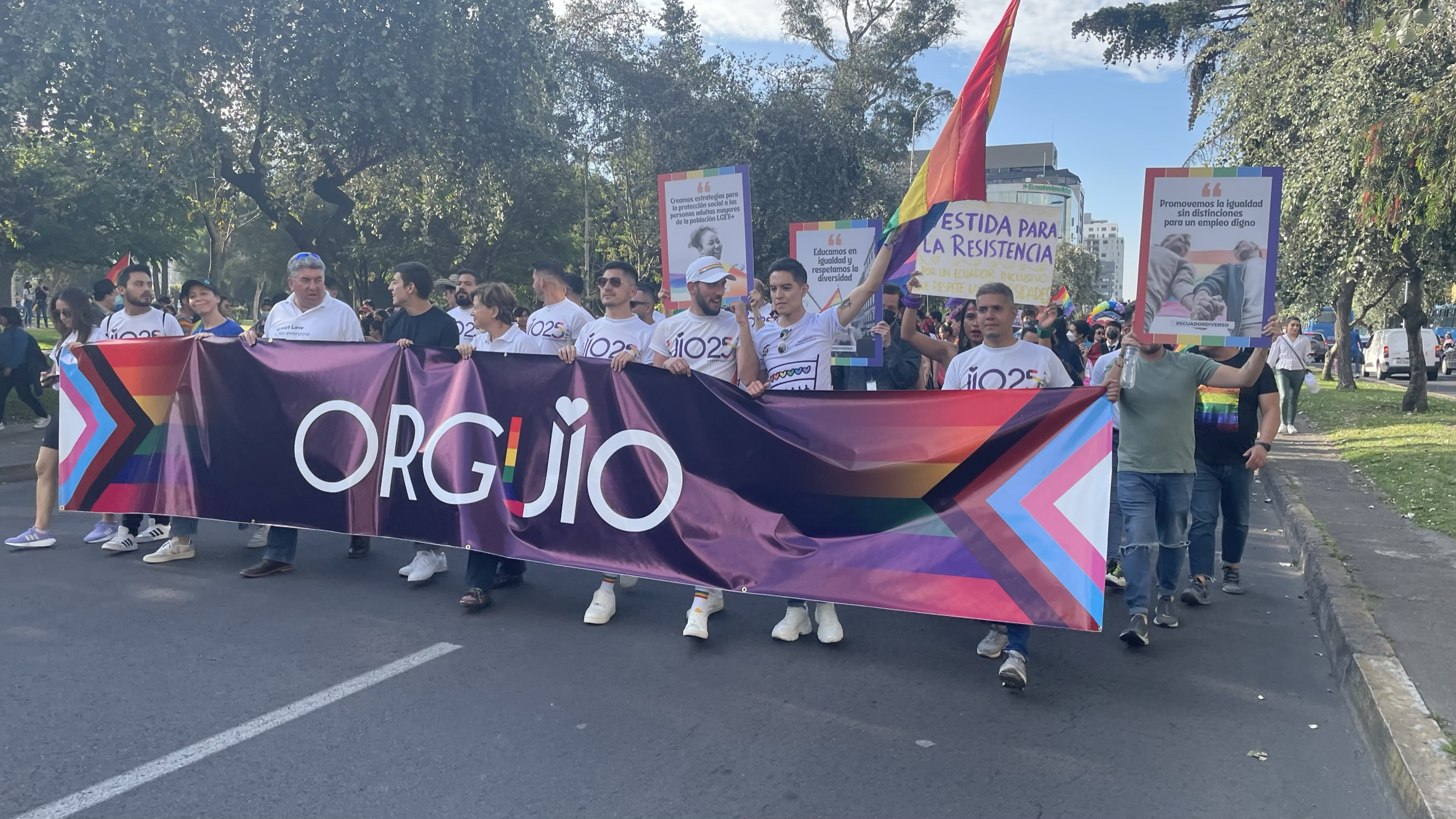
Edición de 2022 de la Marcha del Orgullo LGBT de Quito.

Las primeras ediciones contaron con la participación de varios centenares de personas y se desarrollaban en el centro histórico de Quito, bajo la organización de agrupaciones como Fedaeps y la Red Nacional GLBT. Las mismas solían finalizar en sitios como la Plaza del Teatro y la Plaza de Santo Domingo. En 2008, la marcha movió su recorrido al sector de La Mariscal, en el norte de la ciudad, y fue organizada por la Fundación Equidad. El trayecto de ese año inició en las instalaciones del Ministerio de Cultura y Patrimonio hasta llegar a la Plaza Foch y contó con la asistencia de personalidades como la vicealcaldesa de la ciudad, Margarita Carranco.
En años posteriores, la marcha cambió de forma reiterada su recorrido y continuó creciendo en cuanto a asistencia. Hasta 2016, se siguió desarrollando en el sector de La Mariscal, pero en 2017 y 2018 regresó al centro histórico, con una participación de alrededor de 10 000 personas en esta última edición. En 2019, se realizó en las inmediaciones del Parque La Carolina, mientras que en 2020 y 2021 fue cancelada debido a la pandemia de COVID-19. Al año siguiente, regresó a La Carolina.
La edición de 2023 destacó por haber contado con la asistencia de Pabel Muñoz, alcalde de la ciudad, y Paola Pabón, prefecta provincial.

### Guayaquil

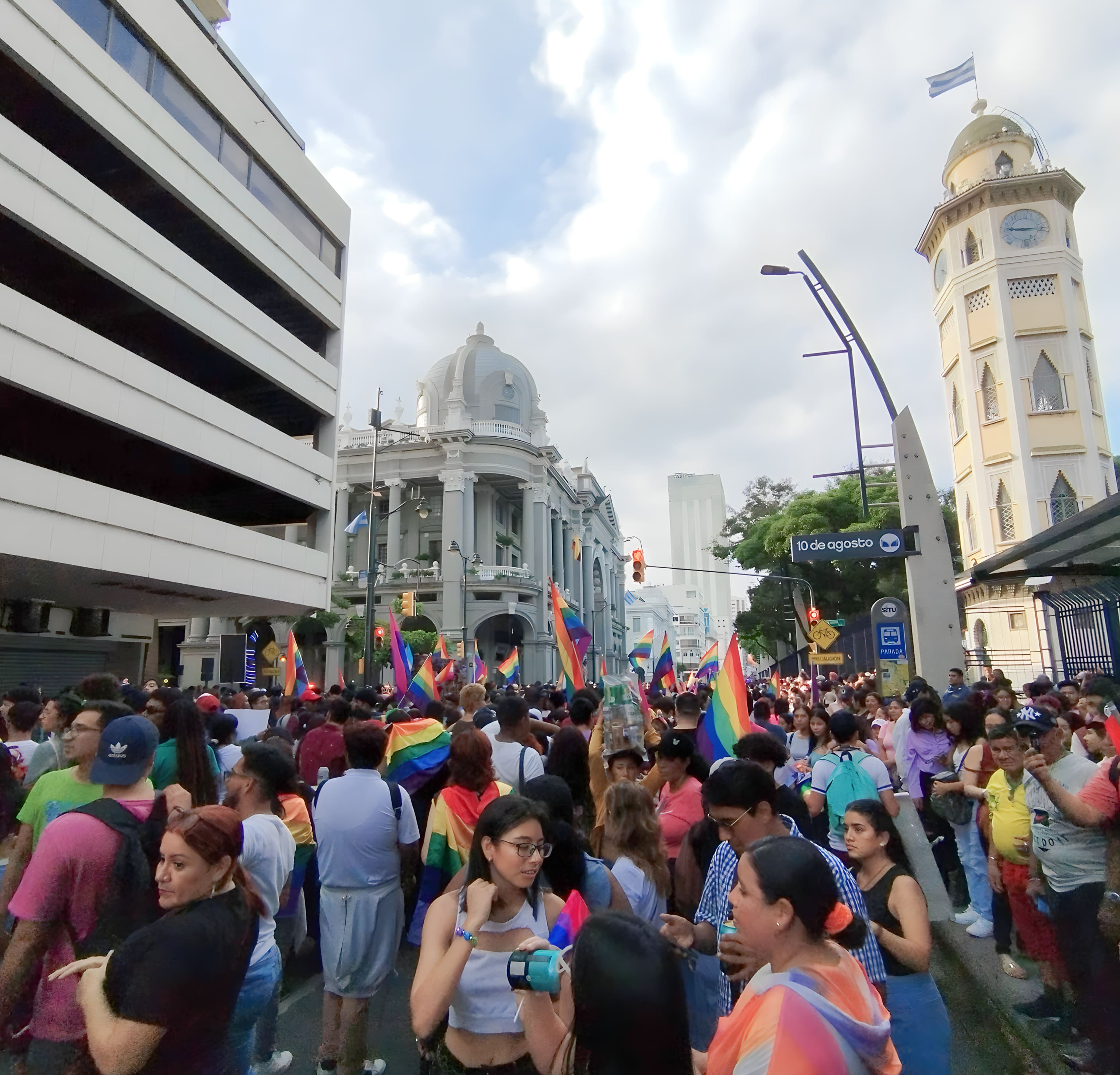
Edición de 2023 de la Marcha del Orgullo LGBT de Guayaquil.

La Marcha del Orgullo LGBT de Guayaquil se celebra en la ciudad de forma anual desde 2008. El trayecto tradicional del evento inicia a la altura de la Avenida Olmedo, luego recorre parte de las avenidas Malecón Simón Bolívar y Nueve de Octubre y culmina en el Parque Centenario, en un recorrido con una extensión de alrededor de dos kilómetros y medio. La asistencia a la marcha ha ido creciendo de forma paulatina y, hoy en día, es considerado uno de los desfiles anuales más concurridos de la ciudad, con la edición de 2023 alcanzando cerca de 40 000 personas. Entre las figuras públicas que han asistido se cuentan autoridades como la prefecta de la provincia de Guayas, asambleístas nacionales y concejales municipales.
La historia de la marcha se remonta al 28 de junio de 2000, cuando activistas de la fundación Famivida intentaron organizar por primera vez una marcha del orgullo en la ciudad, pero fueron dispersados por un grupo de policías que lanzaron gas lacrimógeno para disolver el evento. Durante los años siguientes, activistas solicitaron permiso al alcalde para realizar la marcha, aunque recibieron reiteradas respuestas negativas. La primera marcha se realizó finalmente en 2008, como parte del Festival Arte y Diversidad, y recorrió la Avenida Delta. Al año siguiente, se trasladó al centro de la urbe y contó con el apoyo del gobierno nacional. Desde 2014, el municipio empezó a otorgar los permisos de la marcha, dado que en ediciones anteriores solo se había recibido autorización de la Intendencia de Policía.

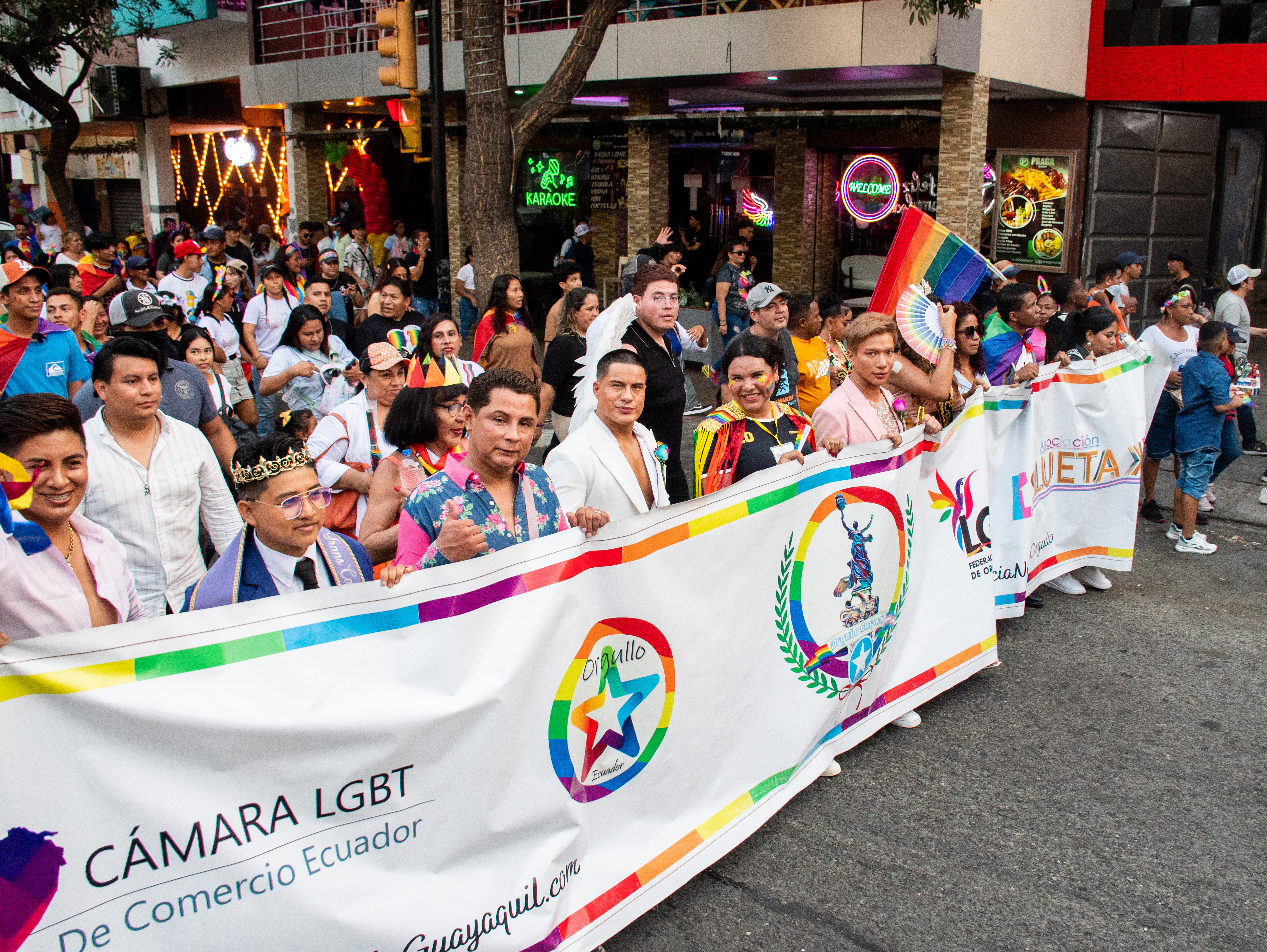
Marcha del Orgullo LGBT de 2024.

En años posteriores, la marcha pasó a ser organizada por un comité conformado por varias agrupaciones a favor de los derechos LGBT, entre las que se encuentran organizaciones como Asociación Silueta X, Colectivo GLBTI Milagro, Asociación Transmasculinos del Ecuador, Colectivo GLBTI Nobol y Colectiva Transfeminista.
La edición de 2023 sufrió complicaciones cuando el municipio de la ciudad negó los permisos para que la marcha se desarrollara en su recorrido tradicional bajo el argumento de que el evento generaría tráfico vehicular. Organizaciones LGBT rechazaron esta sugerencia y afirmaron que se trataba de un intento de desplazar a las personas LGBT del centro de la urbe. Ante la negativa del municipio de reconsiderar la decisión, se presentaron acciones de protección en su contra, que fueron resueltas a favor de los organizadores de la marcha, por lo que la misma se desarrolló sin contratiempos por el recorrido habitual en el centro.

### Cuenca
En Cuenca, la marcha del orgullo LGBT se desarrolla en junio de cada año desde 2014 y tiene lugar en el centro histórico de la ciudad. La concurrencia alcanza varios miles de personas en cada edición, con un total aproximado de 5000 asistentes en 2023. Además de los actos comunes que se realizan en otras marchas similares, es tradicional en la marcha de Cuenca la quema de la vaca loca.
Antes la primera marcha del orgullo, activistas LGBT de Cuenca celebraban el Día Internacional del Orgullo con eventos reivindicativos como plantones, espectáculos musicales y carrera de tacones, que eran organizados por agrupaciones como Verde Equilibrante y la Asociación Silueta X. La primera edición se llevó a cabo el 23 de junio de 2014, tras la aprobación en primer debate de la Ordenanza para la Inclusión, el Reconocimiento y Respeto a la Diversidad Sexual y Sexo Genérica en Cuenca y por iniciativa de las activistas Vanessa Morocho y Yesenia Castro. Aunque en un principio el municipio puso reparos al evento, finalmente aprobó un recorrido que cruzó las calles Bolívar y Presidente Borrero y culminó en el Puente Roto.
En los años siguientes, la Red LGBTI del Azuay participó de la organización de la marcha, que cambió de recorrido en varias ocasiones. Por ejemplo, en 2015, inició en el Paseo 3 de noviembre y llegó al sector del Puente Roto, mientras que la de 2022 empezó en el Parque de San Blas y volvió a culminar en el Puente Roto. En 2024, el trayecto llegó hasta la Plaza de San Francisco.

### Otras ciudades
La ciudad de Manta es una de las localidades ecuatorianas que realiza marchas del orgullo de forma anual.
La primera edición, realizada el 25 de junio de 2008, fue organizada por la fundación Unidos Somos Más, con el apoyo de la municipalidad de la ciudad, y reunió a centenares de participantes, además de contar con delegaciones de cantones y poblaciones manabitas como Santa Ana, 24 de Mayo, Portoviejo, Jaramijó y Picoazá. En 2013, la marcha se llevó a cabo el 10 de julio y fue organizada por la fundación Luvid, con la presencia como madrina de la actriz Doménica Menessini. El recorrido inició en el tramo II de la vía Circunvalación y continuó por varias calles y avenidas del centro de la ciudad, hasta desembocar en la Plaza Cívica. Durante los años siguientes, la marcha continuó siendo organizada por Luvid y siguiendo recorridos similares.
Machala realiza una marcha del orgullo anual al menos desde 2008. La ruta inicia en el parque Ismael Pérez Pazmiño y recorre la avenida 25 de Junio, luego finaliza en algún punto en el que se realiza un espectáculo artístico, como el Parque de los Héroes o el edificio de la prefectura de El Oro. Cuenta con la participación de la Universidad Técnica de Machala y de organizaciones como Sembrando Futuro y Caminos Verdes.
Del lado de Portoviejo, su primera marcha del orgullo se realizó en 2013 y fue organizada por la Fundación Equidad. Partió desde la intersección de la avenida Manabí y la calle Quito y finalizó en el área del Aeropuerto Reales Tamarindos, donde se ubicó una tarima para la realización de un espectáculo. Luego de esta primera edición, no se realizó por varios años hasta que volvió a organizarse en 2022, cuando logró una concurrencia de alrededor de 300 personas, y desde entonces se convirtió en un evento anual.
En Ambato, la marcha del orgullo se realiza al menos desde 2015. En 2016, las actividades en honor al Orgullo LGBT en la ciudad contaron con el apoyo de autoridades políticas como la asambleísta Betty Carrillo y la gobernadora Lira Villalva. La marcha ha cambiado de trayectoria según la edición; por ejemplo, en 2023, inició en la intersección de las avenidas Pichincha y Quiz Quiz y culminó en el Parque de las Flores; mientras que en 2024 partió del Parque La Laguna, luego avanzó por las calles Bolívar y Castillo y finalizó en los exteriores de la Biblioteca de la Ciudad.
Otras localidades ecuatorianas donde se han realizado marchas del orgullo incluyen las ciudades de Riobamba, Ibarra, Quevedo, Jaramijó, Zamora, Babahoyo, Pasaje, Santa Rosa, La Concordia, General Villamil, Santo Domingo, Santa Elena, La Libertad y Durán.

## Festivales del orgullo

### Quito
Además de la marcha, en Quito se realiza anualmente un festival del orgullo en el que tienen lugar espectáculos musicales, de danza y teatrales que sirve como espacio de esparcimiento para personas LGBT, particularmente para los jóvenes. El primer festival del orgullo de la ciudad tuvo lugar en el año 2000 en la Plaza Foch. El evento, que en sus primeros años era organizado por fundaciones como Fedaeps, se convirtió en la actividad de cierre para los actos anuales en honor al Orgullo LGBT. En 2002, el festival pasó a realizarse en la Plaza del Teatro, punto de cierre de la marcha del orgullo de la ciudad. La edición del año siguiente contó con la participación de la diputada mexicana Enoé Uranga Muñoz.
Desde 2005, tanto la marcha como el festival del orgullo se convirtieron en eventos de mayor visibilidad, por iniciativa del activista Orlando Montoya. Durante los años siguientes, Fundación Equidad tomó a cargo la organización del festival, que pasó a realizarse en cada edición en la Plaza Foch y que, además de presentaciones musicales, incorporó espectáculos de drag queens. La edición de 2016, la última en realizarse en la Plaza Foch, contó con una feria de emprendimientos donde comerciantes LGBT instalaron quioscos de venta de productos.
Debido a su papel como evento de cierre de la marcha del orgullo, el festival tuvo varios cambios de sitio a partir de 2017. Tanto ese año como en 2018, se celebró en el Parque Urbano Cumandá, mientras que en 2019 pasó a la pista atlética del Parque La Carolina. Este sitio volvió a ser el escenario del festival en 2022, tras dos años en los que no se realizó debido a la pandemia de COVID-19. En 2023, el festival se realizó en la sede de la Casa de la Cultura Ecuatoriana, y en 2024 en el Parque Bicentenario.

### Guayaquil

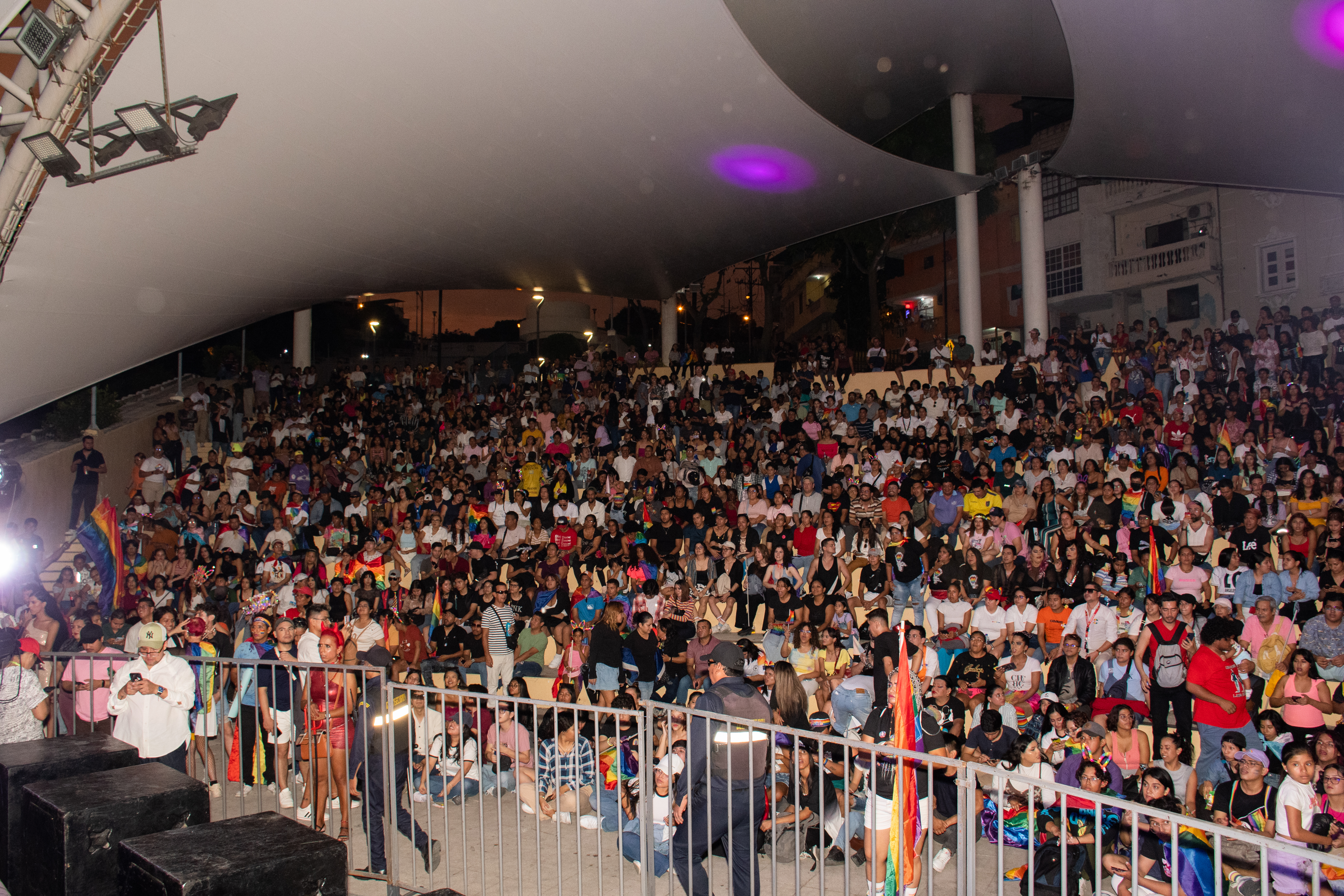
Festival del Orgullo de Guayaquil de 2024, celebrado en Plaza Colón.

Como parte de las celebraciones por el Día Internacional del Orgullo LGBT, en Guayaquil se realiza cada año un festival artístico luego de la finalización de la marcha del orgullo. Durante la velada, tienen lugar presentaciones musicales de artistas, entre los que han estado figuras como Oveja Negra y Jasú Montero.
El primero de estos festivales tuvo lugar en 2006 y precedió por dos años a la primera edición de la marcha. El evento llevó como nombre Festival Arte y Diversidad y fue organizado por la fundación Famivida. Durante los años previos a 2006, Famivida intentó obtener los permisos municipales necesarios para realizar una marcha del orgullo, pero ante la negativa por parte de la alcaldía, decidieron en su lugar realizar el festival, que se desarrolló en la intersección de las avenidas Orrantia y Alcívar, en la ciudadela Kennedy, y tuvo como coordinador al activista Óscar Ugarte. El evento se repitió en la misma ubicación en 2007 y 2008.
En 2013, el festival pasó a realizarse en la intersección de las avenidas Nueve de Octubre y Lorenzo de Garaycoa, en el punto del Parque Centenario en el que culminaba la marcha del orgullo, y tomó como nombre Festival de la Diversidad Cultural del Guayas. El evento, cuya organización pasó a la Asociación Silueta X, continuó realizándose en el mismo lugar en los años siguientes, para lo cual se instalaba una tarima en el sitio.

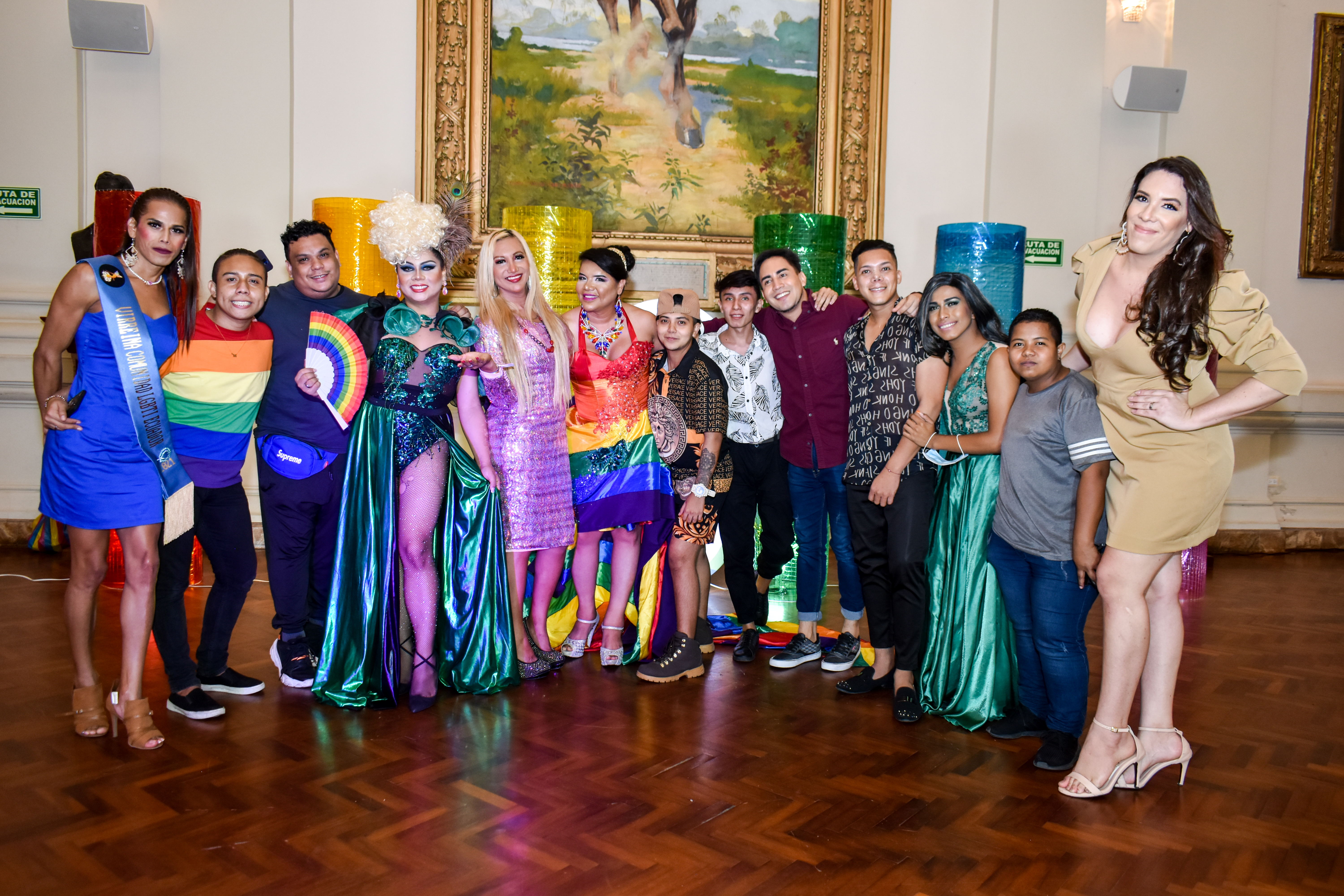
Celebración virtual del festival del orgullo de Guayaquil de 2021.

Debido a la pandemia de COVID-19, tanto la marcha como el festival del orgullo de Guayaquil fueron cancelados en 2020 y 2021. En su lugar, se realizaron festivales virtuales que fueron transmitidos en redes sociales por streaming. Organizados por Silueta X y la Federación Ecuatoriana de Organizaciones LGBT, consistieron en presentaciones artísticas realizadas desde un estudio central.
En 2023, el municipio de Guayaquil negó los permisos para realizar la marcha y el festival al aducir que el evento generaría tráfico vehicular en el centro de la ciudad. Sin embargo, la decisión fue revertida por un juez luego de que se presentara una acción de protección. El festival finalmente se realizó sin contratiempos en la Plaza Colón, donde volvió a realizarse el año siguiente.

### Otras ciudades
En la ciudad de Cuenca, se lleva a cabo de forma anual un festival del orgullo como evento de cierre de la marcha del orgullo en el que se realizan presentaciones musicales, teatrales y de drag queens. Para la velada, se instala una tarima que se ubica en la plaza o parque en que culmine la marcha, que a lo largo de los años ha incluido lugares como la Plazoleta de la Merced, la Plaza de San Francisco y el sector del Puente Roto. El festival se realiza como cierre de la marcha desde 2015, aunque en años anteriores a la realización de la marcha también tuvieron lugar festivales en honor al Orgullo LGBT. En 2012, se realizó la primera de estas celebraciones, cuando se reunieron alrededor de 150 personas en la Plazoleta de la Merced, organizados por la agrupación Verde Equilibrante, y participaron de un espectáculo musical y una liberación de globos de colores.
Otras localidades ecuatorianas que realizan festivales en honor al Orgullo LGBT incluyen ciudades como Loja, que suele realizarlo en la Plaza de San Sebastián, Ibarra, donde se realizó por primera vez en 2023, Manta, Machala y Ambato.

## Otros eventos
Cada año, en Cuenca se realizan numerosas actividades durante el mes de junio para conmemorar el Orgullo LGBT, entre las que destacan presentaciones de películas, encuentros de mujeres transgéneros, clubes de lectura, talleres, veladas en recuerdo de la Redada del bar Abanicos y ferias del orgullo. Las celebraciones por el Día Internacional del Orgullo LGBT iniciaron en Cuenca en 2012 y al año siguiente se celebró por primera vez una carrera de tacones en la ciudad, que se convirtió en un evento anual recurrente y que ha contado con la participación de autoridades locales.
Durante todo el Mes del Orgullo LGBT, la ciudad de Loja realiza actos conmemorativos que cuentan con el apoyo de autoridades locales, como el gobernador provincial, e incluyen charlas sobre derechos y diversidad sexual, cine foros semanales, bingos de drag queens, ferias de emprendimientos de personas LGBT, encuentros deportivos y carreras de tacones. Además, las autoridades locales iluminan varios parques de la ciudad con los colores del arcoíris y colocan una bandera LGBT en la fachada de la municipalidad.
En Ambato, se realiza una semana LGBTI durante junio que incluye, entre otras actividades, foros sobre derechos LGBT, talleres, presentaciones musicales y muestras de cine, pintura y poesía. En Ibarra, por su lado, se han efectuado eventos como actos solemnes en honor al Orgullo LGBT y campañas contra la discriminación laboral a personas LGBT, que han contado con el apoyo de la alcaldesa Andrea Scacco y la municipalidad de la ciudad, que en 2019 encendió con los colores de la bandera LGBT el Centro Cultural El Cuartel.
La provincia de El Oro tiene una nutrida agenda de actividades por el orgullo que realiza cada mes de junio y que es organizada por la Coalición Provincial de Organizaciones LGBTIQ+. Dichas actividades van desde cine foros, elecciones de reinas de belleza, espectáculos artísticos, jornadas de cortes de cabello gratuito, talleres y veladas de colocación de banderas LGBT en edificios gubernamentales. Estas actividades reúnen a participantes de toda la provincia y se realizan a lo largo del mes en las localidades de Machala, Pasaje, Puerto Bolívar y Santa Rosa.
En la provincia de Esmeraldas, se llevan a cabo actos por el orgullo en ciudades como Esmeraldas y Quinindé. En la primera, se desarrolló la pintada de un paso peatonal con los colores del arcoíris en junio de 2021, que contó con la presencia del Alto Comisionado de las Naciones Unidas y recibió el apoyo de la municipalidad local. En Quinindé, en cambio, se han elaborado en junio certámenes de belleza LGBT y torneos deportivos.
El 28 de junio de 2017, reclusos pertenecientes a la diversidad sexual del Centro de Rehabilitación Social de Cotopaxi, ubicado en Latacunga, realizaron un desfile de modas para conmemorar el día del Orgullo LGBT. El evento fue presenciado por varias autoridades provinciales, quienes luego eligieron al recluso mejor vestido del desfile. Se contó, además, con un baile coreografiado por parte de un grupo de reclusas lesbianas.